# Герман ван Гутте
Герман ван Гутте (нід. Herman van Hutte, ? — після 1582) — львівський скульптор XVI століття. Один із перших представників північного ренесансу на Львівщині. Документально підтверджених робіт ван Гутте не віднайдено.

## Біографія
У документах зустрічаються такі варіанти написання як Вангут, Вонгут, Фангут, Чапка, Герман Статуаріус. Відомо, що походив з Аахена і там відбував навчання. З'явився у Львові і ще на початку 1550-х отримав від познанського єпископа РКЦ Анджея Чарнковського замовлення на надгробок для його покійних батьків. З невідомих причин тривалий час не надавав до львівського магістрату документів про законне походження і про закінчення навчання. 1567 року магістрат надіслав останнє попередження, після якого скоріш за все була б заборона працювати за фахом. Того ж року ван Гутте невідомим чином отримав статус королівського скульптора, що дозволило працювати далі, не надаючи жодних документів. Володимир Любченко припускає, що тут могли зіграти роль широкі зв'язки Чарнковських при дворі.
Через 18 років надгробок Чарнковських так і не був готовий. 1562 року помер Анджей Чарнковський. Виконання замовлення домагались його спадкоємці, які 1569 року подали позов до суду, однак Ван Гутте був урятований поручителями. 1570 року скульптор, переслідуваний замовниками та поручителями, зник з міста. Трьома роками пізніше віднотований у самбірських маєтках Станіслава Гербурта. За припущенням Мечислава Ґембаровича, у Фельштині або Самборі працював над надгробком єпископа Валентія Гербурта (пом. 1572), встановленим у костелі св. Мартина Фельштина. Згодом, ймовірно рятуючись від Чарнковських, виїхав до Кракова. 1576 року вступив до краківського цеху скульпторів під дещо зміненим іменем — «Magister Herman Czapka Leopoliensis» (пол. czapka, укр. шапка) — переклад слова гутте. Запис у цеховій книзі говорить також, що Гутте прийняв на роботу двох учнів. Робіт цього періоду не віднайдено. Після смерті останнього з Чарнковських ван Гутте повернувся до Львова. 1582 року був обраний старійшиною щойно створеного цеху будівничих. Це остання згадка про скульптора, що скоріш за все свідчить про смерть того ж року.
Серед учнів ван Гутте виділяється скульптор Ян Заремба. Зберігся документ, який засвідчує «мирову угоду» між Гутте і Зарембою після бійки 1569 року. Відомо також, що 1572 року Заремба надалі працював у майстерні скульптора-втікача і сплачував його борги. Після смерті останнього Заремба, ймовірно, очолив майстерню.

## Роботи
- Надгробок Валентія Гербурта (пом. 1572) в костелі Фельштина. За будовою одноярусний, присадкуватий.
- Надгробок Чарнковських. Невідомо як закінчились перипетії з виготовленням, однак надгробок невідомого автора існує. Костел у Чарнкові завершено 1586 року, тобто кілька років після гіпотетичної смерті ван Гутте. Імовірно, надгробок було змонтовано не раніше, час виготовлення невідомий. Постать Анджея Чарнковського демонструє невідому на той час у львівському середовищі нідерландську манеру, що могло відповідати гіпотетичній манері ван Гутте. На другому ярусі у фігурі Анни Чарнковської вжито підходів, що були сформовані під італійським впливом у львівському середовищі. Дослідники припускають тут авторство підмайстра Яна Заремби. Усе разом створює цілість мало пов'язану, дисгармонійну.
- Ґембарович зробив припущення про виконання ван Гутте надгробка галицького каштеляна Яна Сененського (пом. 1580) з дружиною у фарному костелі[1] Риманова. Свій здогад базує на подібності риманівської роботи із надгробком Ганни Сенявської в замковому костелі Бережан, замовник якого Ієронім Сенявський, імовірно, бував у Скелівці. Таке припущення вважає «досить ризикованим», однак слушним український мистецтвознавець Володимир Любченко.
- Вівтар Запалів латинської катедри Львова.[2]
- Владислав Лозінський припускав, що він міг бути автором бронзового надгробка у львівській латинській катедрі, який вважали надгробком Бучацького, однак стверджував, що це твердження не мало жодних реальних підтверджень.[3]